# 결투

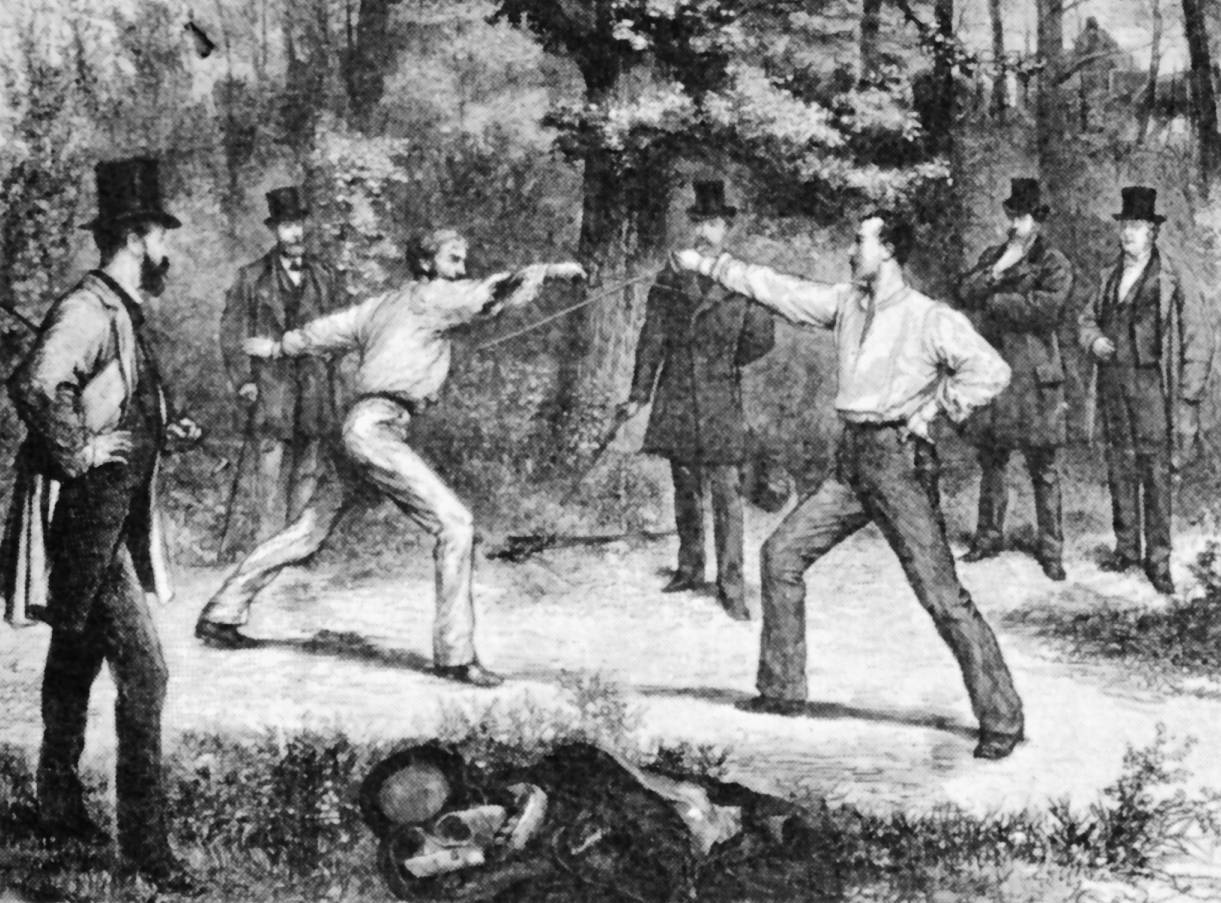
결투법(The Code Of Honor). 1875년 1월.

결투(決鬪)는 무기를 가지고 정해진 규정에 따라 이루어지는 두 사람 간의 싸움이다.
17~18세기 동안 결투에 사용된 무기는 대부분 도검이었지만 18세기 말 잉글랜드에서는 피스톨을 더 많이 사용하여 겨루게 된다. 펜싱과 피스톨 결투는 19세기 동안 공존을 계속하였다.

## 영화와 문학 속 결투
- 알렉산드르 푸시킨의 작품
- 윌리엄 메이크피스 새커리의 작품
- 하이랜더 (1986년)
- 햄릿 (1996년)
- 스컬스 (2000년)
- 스타 트렉

## 관련 논문
- 이노경, 〈셰익스피어 극에서 ‘일대일결투’의 의미〉, 《Shakespeare Review》 43-2, 한국셰익스피어학회, 2007
- 김중락, 〈결투 길들이기 ―스튜어트 시대 잉글랜드의 결투반대운동―〉, 《영국 연구》 20, 영국사학회, 2008
- 상동, 〈18세기 영국의 결투반대운동〉, 《대구사학》 94, 대구사학회, 2009
- 상동, 〈“날마다 자라는 불행”: 근세 초 잉글랜드 결투문화의 대두〉, 《대구사학》 100, 대구사학회, 2010
- 상동, 〈‘춤추는 칼’에서 피스톨까지 -영국 사회적 규범의 발전과 결투방법의 변화-〉, 《역사교육논집》 53, 역사교육학회, 2014
- 김연경, 〈체호프의 결투(1891): 낭만주의, 잉여인간, 패러디〉, 《노어노문학》 28-3, 한국노어노문학회, 2016

## 같이 보기
- 일기토
- 총잡이
- 결투 재판